# スマイル -あの教室から-
「スマイル -あの教室から-」（すまいる あのきょうしつから）は、2013年3月にリリースされた牛島隆太のシングルである。

## 解説
デビュー曲「フレンズ -君の記憶のなかの僕-」のアンサーソングとしてリリースされた。

## 収録曲
1. スマイル -あの教室から-
作詞/牛島隆太　作曲/猪早巧
2. もう1回っ!!!
作詞/牛島隆太　作曲/猪早巧